# Club Nàutic de Santa Pola

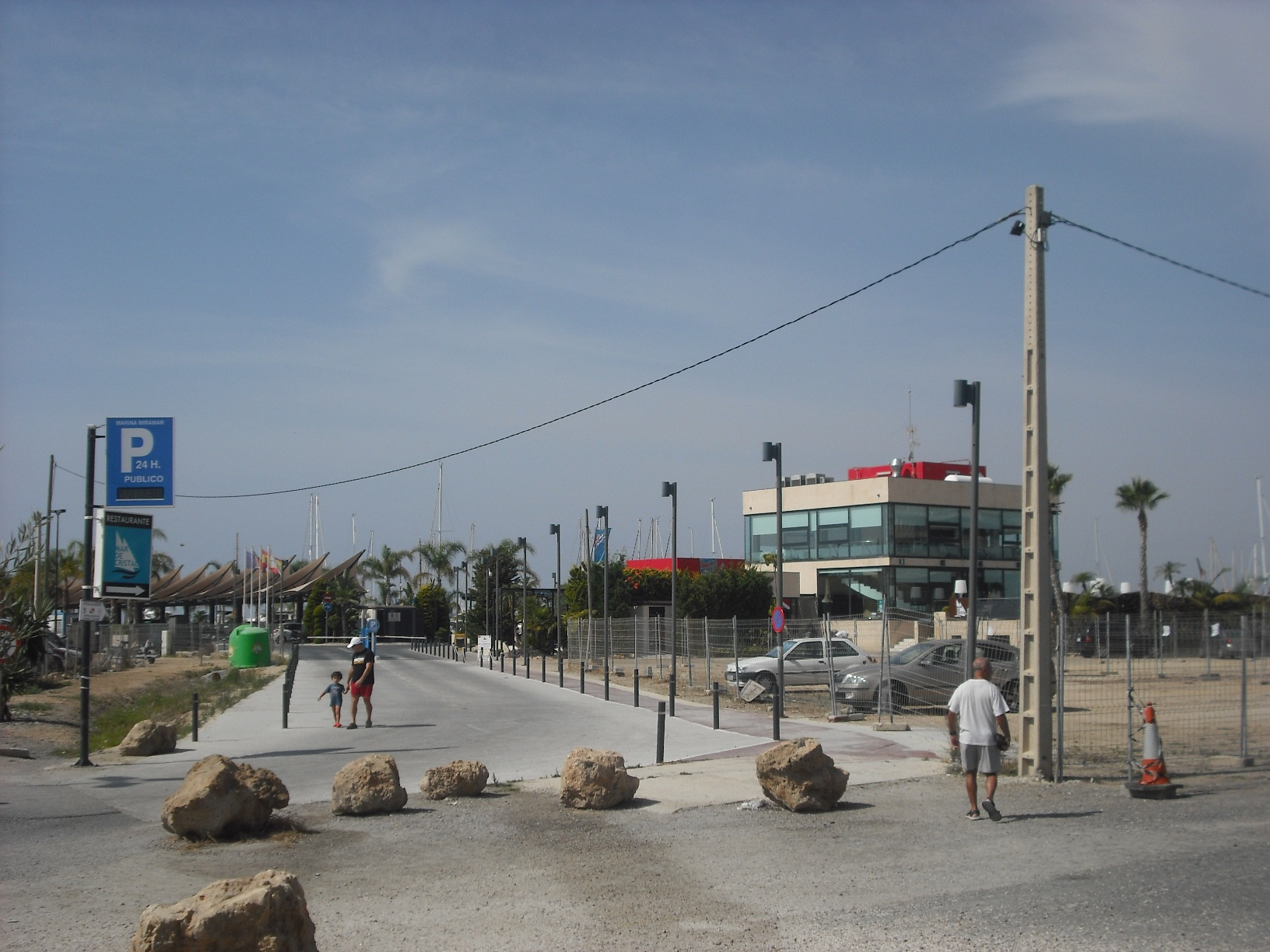
Seu del club.

El Club Nàutic de Santa Pola és un club nàutic del municipi homònim de la comarca del Baix Vinalopó (País Valencià).
Es va constituir a l'agost de 1972 amb José Quiles Parreño, fundador i primer president del club, com a principal precursor. En 1980, va rebre la concessió administrativa per un període de 20 anys, que en 2003 es va renovar per 30 anys més. El seu edifici social es va inaugurar el 27 de juny de 1981.
Compta amb 650 amarratges esportius, per a una eslora màxima permesa de 30 metres. El seu calat en bocana és de 4 m. Disposa de servei de combustible, aigua, electricitat, travelift 50 Tn. i grua.

## Distàncies a ports propers[calcitació]
- Club Nàutic de Guardamar 5 mn
- Real Club Nàutic de Torrevella 13 mn
- Port de Tabarca 7 mn
- Reial Club de Regates d'Alacant 17 mn.